# Diadesmola bicolor
Diadesmola bicolor är en fjärilsart som beskrevs av Gustaaf Hulstaert 1924. Diadesmola bicolor ingår i släktet Diadesmola och familjen björnspinnare. Inga underarter finns listade i Catalogue of Life.